# Polynema thoreauini
Polynema thoreauini är en stekelart som beskrevs av Girault 1915. Polynema thoreauini ingår i släktet Polynema och familjen dvärgsteklar. Inga underarter finns listade i Catalogue of Life.